# پگی کستل
پگی کستل (انگلیسی: Peggie Castle؛ ۲۲ دسامبر ۱۹۲۷ – ۱۱ اوت ۱۹۷۳) یک هنرپیشه اهل ایالات متحده آمریکا بود.
از فیلم‌ها یا برنامه‌های تلویزیونی که وی در آن نقش داشته است می‌توان به پیروزی درخشان اشاره کرد.